# Campeonato de Fútbol Femenino 1993 (Argentina)
El Campeonato de Fútbol Femenino 1993 fue la tercera edición del torneo oficial de fútbol femenino disputado en Argentina. Fue organizado por la Asociación del Fútbol Argentino (AFA). Participaron 7 equipos, todos contra todos ida y vuelta. El campeón fue River Plate.

## Equipos participantes
| Equipo            | Ciudad       |
| ----------------- | ------------ |
| Boca Juniors      | Buenos Aires |
| Chacarita Juniors | Buenos Aires |
| Independiente     | Avellaneda   |
| River Plate       | Buenos Aires |
| Sacachispas       | Buenos Aires |
| Villa Dálmine     | Campana      |
| Yupanqui          | Buenos Aires |

## Tabla de posiciones
| Pos | Equipo            | Pts | PJ | G  | E | P  | GF | GC |
| --- | ----------------- | --- | -- | -- | - | -- | -- | -- |
| 1.º | River Plate       | 22  | 12 | 10 | 2 | 0  | 30 | 8  |
| 2.º | Boca Juniors      | 18  | 12 | 8  | 2 | 2  | 44 | 15 |
| 3.º | Yupanqui          | 16  | 12 | 6  | 4 | 2  | 25 | 11 |
| 4.º | Independiente     | 13  | 12 | 5  | 3 | 4  | 33 | 17 |
| 5.º | Sacachispas       | 7   | 12 | 2  | 3 | 7  | 10 | 35 |
| 6.º | Chacarita Juniors | 4   | 12 | 1  | 2 | 9  | 7  | 35 |
| 7.º | Villa Dálmine     | 4   | 12 | 2  | 0 | 10 | 6  | 34 |

## Resultados
| Fecha 1           | Fecha 1   | Fecha 1       | Fecha 1                     | Fecha 1    | Fecha 1 |
| Local             | Resultado | Visitante     | Estadio                     | Fecha      |         |
| ----------------- | --------- | ------------- | --------------------------- | ---------- | ------- |
| Independiente     | 3 - 1     | Villa Dálmine | Independiente               | 5 de junio |         |
| Boca Juniors      | 1 - 2     | River Plate   | Boca Juniors Auxiliar       | 6 de junio |         |
| Chacarita Juniors | 0 - 0     | Sacachispas   | Chacarita Juniors Principal | 6 de junio |         |
| Libre: Yupanqui   |           |               |                             |            |         |

| Fecha 2             | Fecha 2   | Fecha 2           | Fecha 2                | Fecha 2     | Fecha 2 |
| Local               | Resultado | Visitante         | Estadio                | Fecha       |         |
| ------------------- | --------- | ----------------- | ---------------------- | ----------- | ------- |
| Villa Dálmine       | 1 - 4     | Chacarita Juniors | Villa Dálmine Auxiliar | 26 de junio |         |
| River Plate         | 3 - 1     | Independiente     | River Plate Auxiliar   | 27 de junio |         |
| Sacachispas         | 3 - 1     | Yupanqui          | Sacachispas Auxiliar   | 27 de junio |         |
| Libre: Boca Juniors |           |                   |                        |             |         |

| Fecha 3            | Fecha 3   | Fecha 3       | Fecha 3                     | Fecha 3    | Fecha 3 |
| Local              | Resultado | Visitante     | Estadio                     | Fecha      |         |
| ------------------ | --------- | ------------- | --------------------------- | ---------- | ------- |
| Chacarita Juniors  | 0 - 2     | River Plate   | Chacarita Juniors Principal | 3 de julio |         |
| Independiente      | 1 - 5     | Boca Juniors  | Independiente Auxiliar      | 4 de julio |         |
| Yupanqui           | 4 - 0     | Villa Dálmine | Club Savio 80               | 4 de julio |         |
| Libre: Sacachispas |           |               |                             |            |         |

| Fecha 4              | Fecha 4   | Fecha 4           | Fecha 4                 | Fecha 4     | Fecha 4 |
| Local                | Resultado | Visitante         | Estadio                 | Fecha       |         |
| -------------------- | --------- | ----------------- | ----------------------- | ----------- | ------- |
| Villa Dálmine        | 1 - 0     | Sacachispas       | Villa Dálmine Principal | 10 de julio |         |
| Boca Juniors         | 5 - 0     | Chacarita Juniors | Boca Juniors Auxiliar   | 11 de julio |         |
| River Plate          | 0 - 0     | Yupanqui          | River Plate Auxiliar    | 11 de julio |         |
| Libre: Independiente |           |                   |                         |             |         |

| Fecha 5              | Fecha 5   | Fecha 5       | Fecha 5                     | Fecha 5     | Fecha 5 |
| Local                | Resultado | Visitante     | Estadio                     | Fecha       |         |
| -------------------- | --------- | ------------- | --------------------------- | ----------- | ------- |
| Chacarita Juniors    | 2 - 3     | Independiente | Chacarita Juniors Principal | 17 de julio |         |
| Yupanqui             | 2 - 2     | Boca Juniors  | Club Savio 80               | 18 de julio |         |
| Sacachispas          | 0 - 3     | River Plate   | Sacachispas Auxiliar        | 18 de julio |         |
| Libre: Villa Dálmine |           |               |                             |             |         |

| Fecha 6                 | Fecha 6   | Fecha 6       | Fecha 6                | Fecha 6     | Fecha 6 |
| Local                   | Resultado | Visitante     | Estadio                | Fecha       |         |
| ----------------------- | --------- | ------------- | ---------------------- | ----------- | ------- |
| Boca Juniors            | 3 - 2     | Sacachispas   | Boca Juniors Auxiliar  | 25 de julio |         |
| River Plate             | 4 - 1     | Villa Dálmine | River Plate Auxiliar   | 25 de julio |         |
| Independiente           | 0 - 1     | Yupanqui      | Independiente Auxiliar | 8 de agosto |         |
| Libre: Cacarita Juniors |           |               |                        |             |         |

| Fecha 7            | Fecha 7   | Fecha 7           | Fecha 7                | Fecha 7     | Fecha 7 |
| Local              | Resultado | Visitante         | Estadio                | Fecha       |         |
| ------------------ | --------- | ----------------- | ---------------------- | ----------- | ------- |
| Villa Dálmine      | 1 - 10    | Boca Juniors      | Villa Dálmine Auxiliar | 31 de julio |         |
| Yupanqui           | 5 - 0     | Chacarita Juniors | Atlético Lugano        | 31 de julio |         |
| Sacachispas        | 0 - 0     | Independiente     | Sacachispas Auxiliar   | 31 de julio |         |
| Libre: River Plate |           |                   |                        |             |         |

| Fecha 8         | Fecha 8   | Fecha 8           | Fecha 8                | Fecha 8      | Fecha 8 |
| Local           | Resultado | Visitante         | Estadio                | Fecha        |         |
| --------------- | --------- | ----------------- | ---------------------- | ------------ | ------- |
| River Plate     | 2 - 1     | Boca Juniors      | River Plate Auxiliar   | 15 de agosto |         |
| Villa Dálmine   | 0 - 1     | Independiente     | Villa Dálmine Auxiliar | 15 de agosto |         |
| Sacachispas     | 1 - 1     | Chacarita Juniors | Sacachispas Auxiliar   | 15 de agosto |         |
| Libre: Yupanqui |           |                   |                        |              |         |

| Fecha 9             | Fecha 9   | Fecha 9       | Fecha 9                | Fecha 9      | Fecha 9 |
| Local               | Resultado | Visitante     | Estadio                | Fecha        |         |
| ------------------- | --------- | ------------- | ---------------------- | ------------ | ------- |
| Chacarita Juniors   | 0 - 1     | Villa Dálmine | -                      | 22 de agosto |         |
| Independiente       | 1 - 1     | River Plate   | Independiente Auxiliar | 22 de agosto |         |
| Yupanqui            | 2 - 0     | Sacachispas   | Atlético Lugano        | 22 de agosto |         |
| Libre: Boca Juniors |           |               |                        |              |         |

| Fecha 10           | Fecha 10  | Fecha 10          | Fecha 10               | Fecha 10         | Fecha 10 |
| Local              | Resultado | Visitante         | Estadio                | Fecha            |          |
| ------------------ | --------- | ----------------- | ---------------------- | ---------------- | -------- |
| Boca Juniors       | 3 - 2     | Independiente     | Boca Juniors Auxiliar  | 29 de agosto     |          |
| River Plate        | 4 - 0     | Chacarita Juniors | Argentinos Juniors     | 29 de agosto     |          |
| Villa Dálmine      | 0 - 4     | Yupanqui          | Villa Dálmine Auxiliar | 18 de septiembre |          |
| Libre: Sacachispas |           |                   |                        |                  |          |

| Fecha 11             | Fecha 11  | Fecha 11      | Fecha 11                   | Fecha 11         | Fecha 11 |
| Local                | Resultado | Visitante     | Estadio                    | Fecha            |          |
| -------------------- | --------- | ------------- | -------------------------- | ---------------- | -------- |
| Yupanqui             | 2 - 3     | River Plate   | Club Savio 80              | 5 de septiembre  |          |
| Sacachispas          | 2 - 0     | Villa Dálmine | Sacachispas Auxiliar       | 5 de septiembre  |          |
| Chacarita Juniors    | 0 - 6     | Boca Juniors  | Chacarita Juniors Auxiliar | 19 de septiembre |          |
| Libre: Independiente |           |               |                            |                  |          |

| Fecha 12             | Fecha 12  | Fecha 12          | Fecha 12               | Fecha 12         | Fecha 12 |
| Local                | Resultado | Visitante         | Estadio                | Fecha            |          |
| -------------------- | --------- | ----------------- | ---------------------- | ---------------- | -------- |
| Boca Juniors         | 2 - 2     | Yupanqui          | Boca Juniors Auxiliar  | 12 de septiembre |          |
| Independiente        | 6 - 0     | Chacarita Juniors | Independiente Auxiliar | 12 de septiembre |          |
| River Plate          | 5 - 1     | Sacachispas       | River Plate Auxiliar   | 12 de septiembre |          |
| Libre: Villa Dálmine |           |                   |                        |                  |          |

| Fecha 13                 | Fecha 13  | Fecha 13      | Fecha 13               | Fecha 13      | Fecha 13 |
| Local                    | Resultado | Visitante     | Estadio                | Fecha         |          |
| ------------------------ | --------- | ------------- | ---------------------- | ------------- | -------- |
| Villa Dálmine            | 0 - 1     | River Plate   | Villa Dálmine Auxiliar | 10 de octubre |          |
| Yupanqui                 | 1 - 1     | Independiente | Club Savio 80          | 10 de octubre |          |
| Sacachispas              | 1 - 5     | Boca Juniors  | Sacachispas Auxiliar   | 10 de octubre |          |
| Libre: Chacarita Juniors |           |               |                        |               |          |

| Fecha 14           | Fecha 14  | Fecha 14      | Fecha 14                   | Fecha 14        | Fecha 14 |
| Local              | Resultado | Visitante     | Estadio                    | Fecha           |          |
| ------------------ | --------- | ------------- | -------------------------- | --------------- | -------- |
| Independiente      | 14 - 0    | Sacachispas   | Independiente Auxiliar     | 7 de noviembre  |          |
| Boca Juniors       | 1 - 0     | Villa Dálmine | -                          | 11 de noviembre |          |
| Chacarita Juniors  | 0 - 1     | Yupanqui      | Chacarita Juniors Auxiliar | 20 de octubre   |          |
| Libre: River Plate |           |               |                            |                 |          |

## Campeón
| XXX                    |
| River Plate 2.º título |